# Liste der denkmalgeschützten Objekte in Weer
Die Liste der denkmalgeschützten Objekte in Weer enthält die denkmalgeschützten, unbeweglichen Objekte der Gemeinde Weer.

## Denkmäler
| Foto |                 | Denkmal | Standort                           | Beschreibung | Metadaten |
| ---- | --------------- | --- | ---------------------------------- | --- | --- |
| ja   | Datei hochladen | Spielwangerkapelle HERIS-ID: 40369 Objekt-ID: 40295 TKK: 14401                                              | bei Austhäuser 4 Standort KG: Weer | Die Hofkapelle ist ein quadratischer Mauerbau mit eingezogenem, rund schließendem Chor und einem Satteldach, im Süden Spitzbogenportal, sowie traufseitig je ein spitzbogig geschlossenes Fenster. Der Gebäudekanten und die Maueröffnungen haben einfache Putzfaschenrahmungen. Im Giebelfeld der Südfassade befindet sich ein kreisrundes Fresko Maria mit Kind (um 1960) von Adolf Luchner. Innen Platzlgewölbe auf flachen Wandpilastern. | BDA-Hist.: Q37994375 Status: Bescheid Stand der BDA-Liste: 2025-06-30 Name: Spielwangerkapelle GstNr.: .110                                                     |
| ja   | Datei hochladen | Bauernhaus Beim Schaufler HERIS-ID: 40368 Objekt-ID: 40294 TKK: 14455                                       | Austhäuser 10 Standort KG: Weer    | Das dreigeschoßige Wohnhaus des Paarhofs weist ein gotisches Steinportal sowie Reste von barocken Fassadenmalereien auf. | BDA-Hist.: Q37994364 Status: Bescheid Stand der BDA-Liste: 2025-06-30 Name: Bauernhaus Beim Schaufler GstNr.: .109                                              |
| ja   | Datei hochladen | Kath. Pfarrkirche hl. Gallus HERIS-ID: 56012 Objekt-ID: 64957 TKK: 14378                                    | Kirchweg 3, bei Standort KG: Weer  | Die Pfarrkirche am östlichen Ortsende wurde 1778/79 unter Einbeziehen des gotischen Chores und des ebenfalls gotischen Turmes mit Spitzhelm zur Gänze neu erbaut. Der bemerkenswerte Innenraum im Rokokostil enthält Fresken von Franz Anton Zeiller aus dem Jahr 1779. Das Bild des heiligen Gallus am barocken Hochaltar stammt ebenfalls von Zeiller. | BDA-Hist.: Q38069470 Status: § 2a Stand der BDA-Liste: 2025-06-30 Name: Kath. Pfarrkirche hl. Gallus GstNr.: .63 Saint Gall Church (Weer, Tyrol)                |
| ja   | Datei hochladen | Friedhof mit Totenkapelle und Kriegerdenkmal HERIS-ID: 92502 Objekt-ID: 107443 TKK: 14423, 14412, 115763, … | Kirchweg 3, bei Standort KG: Weer  | Der Friedhof umgibt die Pfarrkirche, er wurde bereits beim Erstbau der Kirche am Ende des 15. Jahrhunderts angelegt. Mit dem barocken Um- und Neubau der Kirche im Jahre 1779 wurde der Friedhof erweitert. 1960 und 1970 bis 1974 erfolgten ebenfalls Erweiterungen. Die rechteckige Totenkapelle wurde urkundlich 1464 erstmals erwähnt und um 1520 neu erbaut. Reste figuraler Wandmalereien von 1666 wurden im Zuge der Renovierung 1984 entfernt. Glasfenster aus dem Jahre 1983 von Adolf Luchner. An der Südseite der Totenkapelle befindet sich eine 1972 neu geschaffene Gedenkstätte für die Gefallenen beider Weltkriege nach einem Entwurf von Elmar Kopp. Die Gedenkstätte ersetzt ein ehemaliges Kriegerdenkmal des 1. Weltkrieges. An der Turmfassade befindet sich ein lebensgroßes Marmorkruzifix von Josef Kassian Miller. | BDA-Hist.: Q37760181 Status: § 2a Stand der BDA-Liste: 2025-06-30 Name: Friedhof mit Totenkapelle und Kriegerdenkmal GstNr.: 150, 153, .64, 154/2 Friedhof Weer |

## Ehemalige Denkmäler
| Foto |                 | Denkmal                                    | Standort                     | Beschreibung | Metadaten                                                                                      |
| ---- | --------------- | ------------------------------------------ | ---------------------------- | --- | ---------------------------------------------------------------------------------------------- |
| ja   | Datei hochladen | Widum Objekt-ID: 107446 TKK: 58610bis 2012 | Kirchweg 1 Standort KG: Weer | Der Pfarrhof wurde 2011 abgetragen und durch einen Neubau ersetzt. Das Gebäude ist ursprünglich urkundlich 1509 als Widengut, von 1657 bis 1798 als Ungleichgut dokumentiert. Der quergeteilte Einhof stammt vermutlich aus dem 17. Jahrhundert und wurde als Mesnerhaus genutzt. Bis 1911 war eine einklassige Schule in dem Gebäude untergebracht. Nach Erhebung von Weer zur eigenständigen Pfarre im Jahre 1954 wurde das Gebäude 1967 durch einen Zubau im Bereich des ehemaligen Wirtschaftsgebäudes als Pfarrhaus adaptiert. Der Kernbau in der südlichen Gebäudehälfte ist unter einem Satteldach zweigeschoßig gemauert und über einen Seitenflur mit Rundbogenportal erschlossen. Flur und Küche haben Tonnengewölbe und Stichkappen. Der nordseitig anstelle des ehemaligen Wirtschaftstraktes angefügte Zubau wurde als Kindergarten und für pfarrliche Aktivitäten genutzt. An seiner Ostfassade ein Wandgemälde mit religiösen Themen in abstrahierenden Formen von Josef Opperer (1923–2012). | BDA-Hist.: Q106660860 Status: Bescheid Stand der BDA-Liste: 2012-06-06 Name: Widum GstNr.: 141 |